# GVB (Amsterdam)

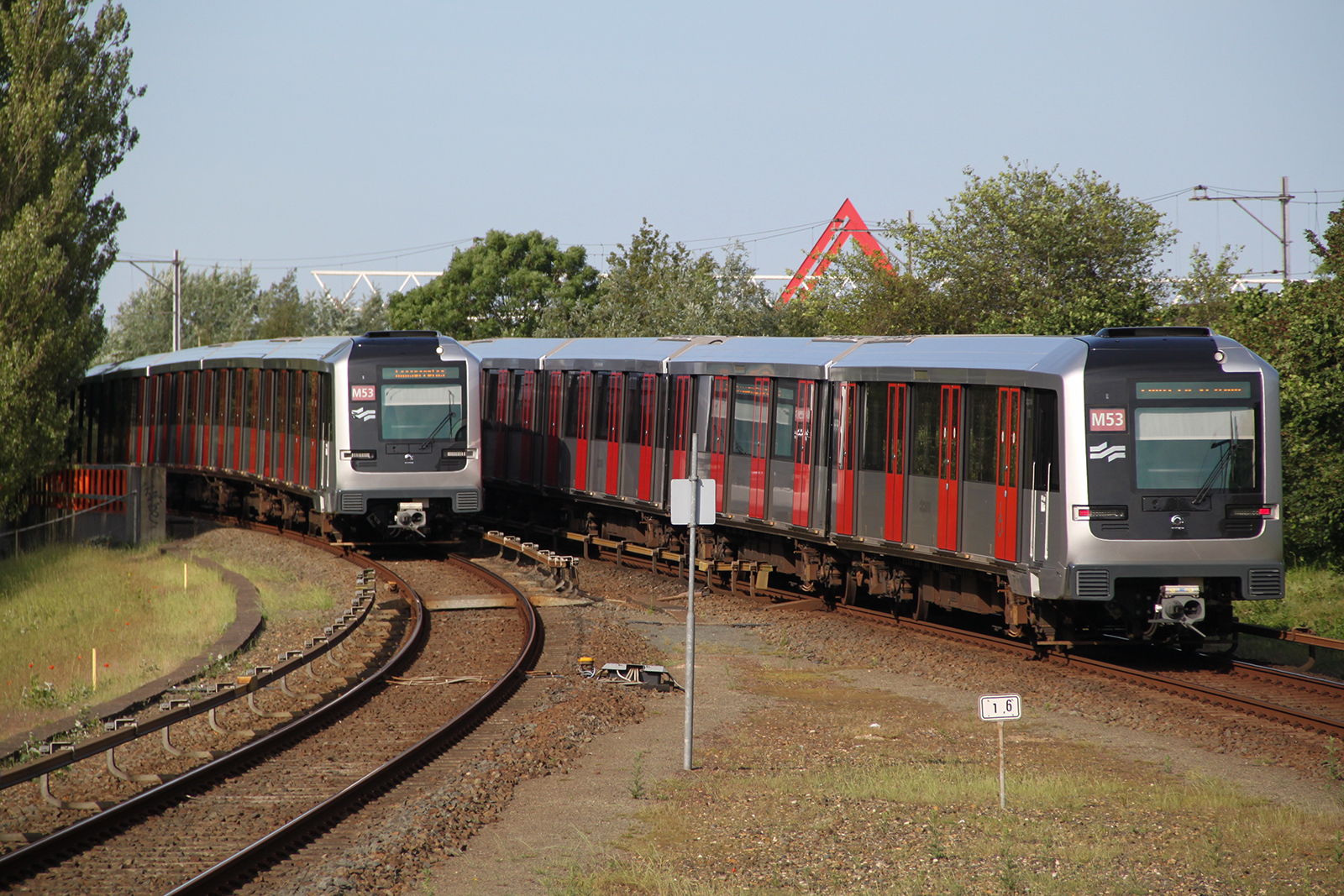
Metro van GVB

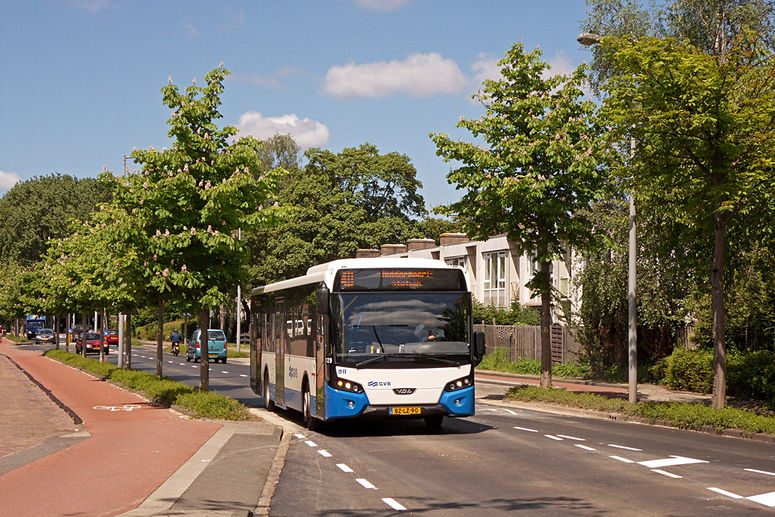
Bus van GVB

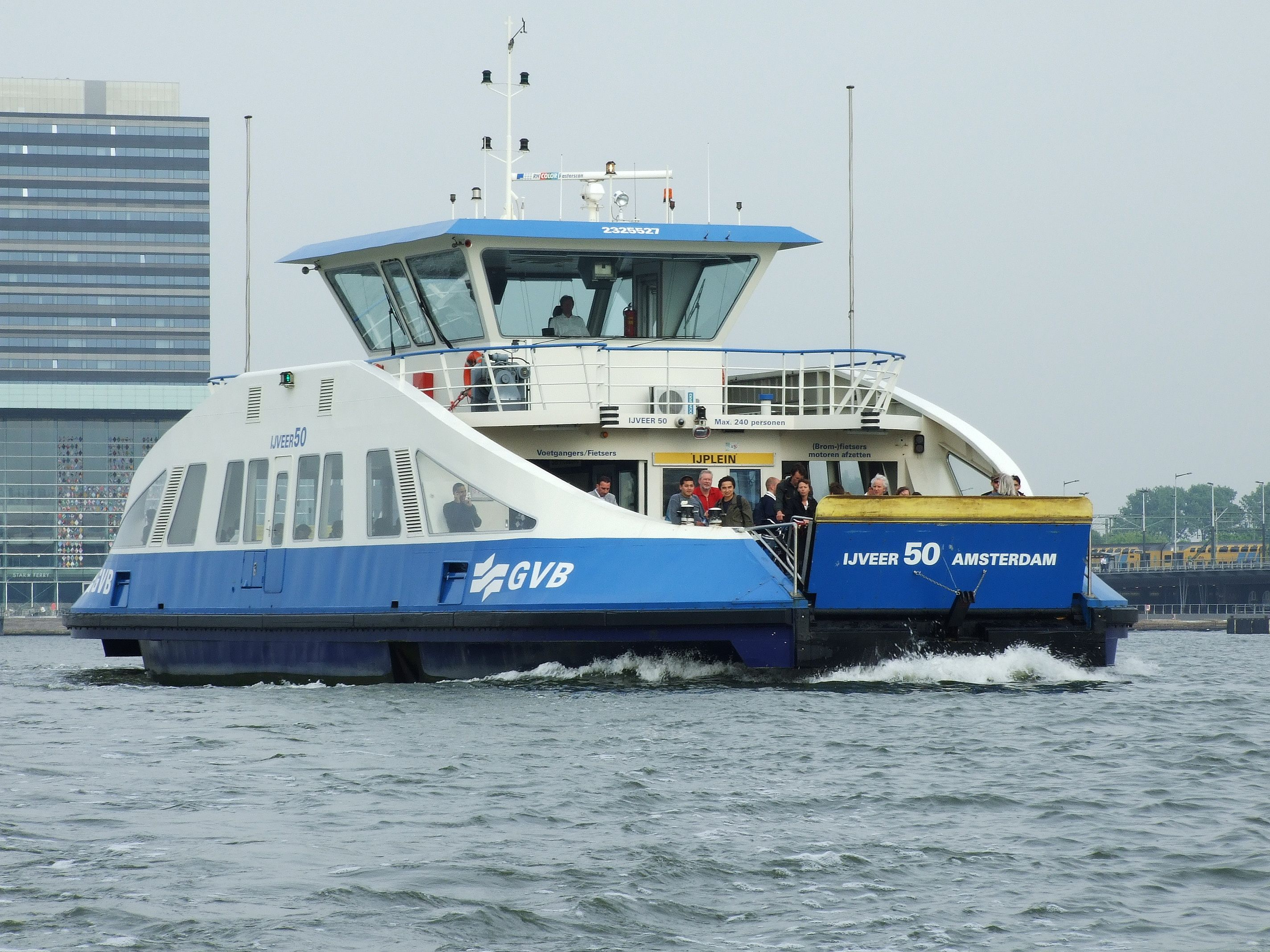
Veerpont van GVB

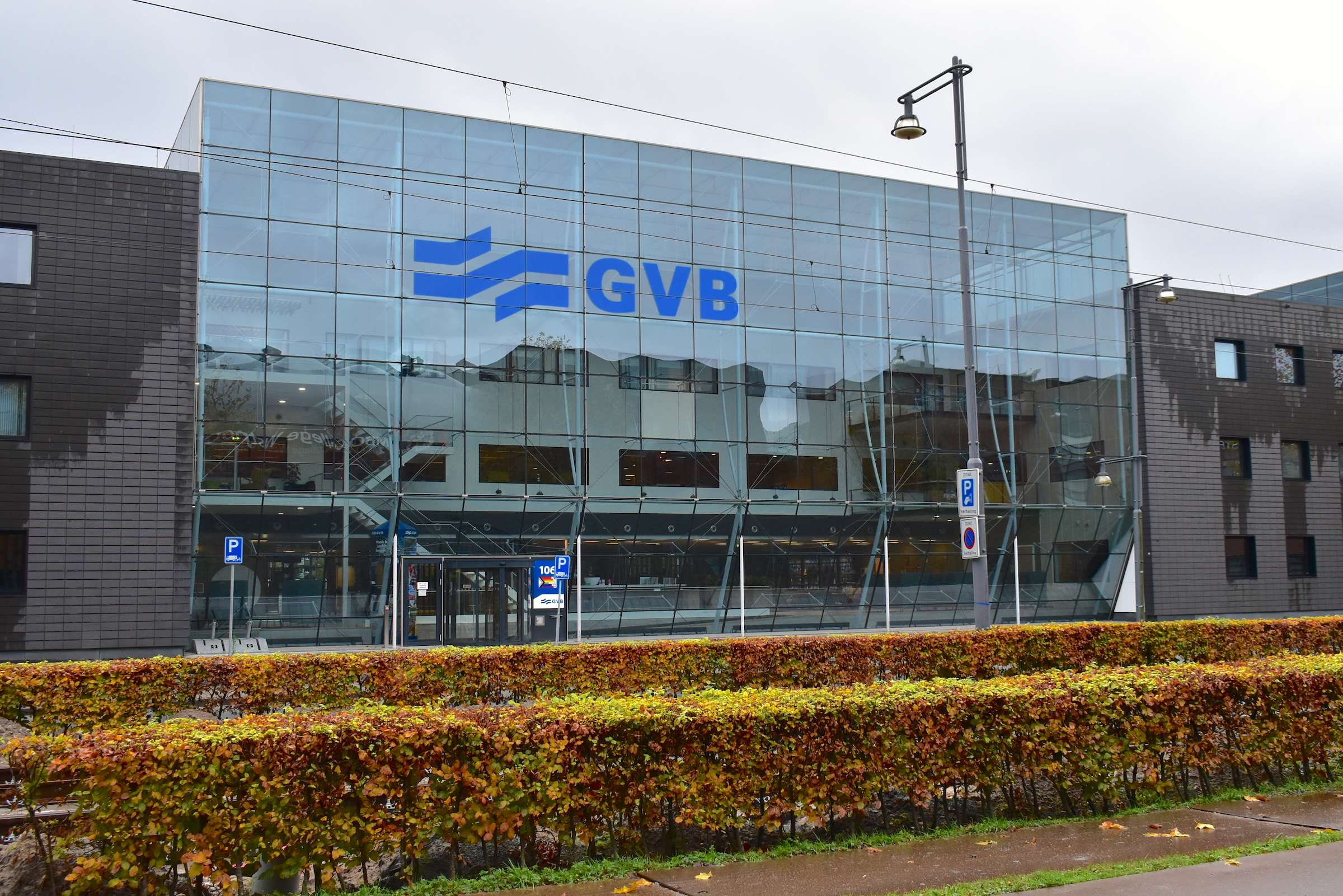
Hoofdkantoor van GVB aan de Arlandaweg (sinds 2004).

GVB (voorheen afkorting voor: Gemeentevervoerbedrijf) is een Nederlands openbaarvervoerbedrijf en verzorgt het openbaar vervoer in het concessiegebied Amsterdam, dat bestaat uit de gemeenten Amsterdam, Diemen en het tot de gemeente Ouder-Amstel behorende Duivendrecht. Buiten het eigen concessiegebied komen de GVB-lijnen ook in de gemeenten Amstelveen, Haarlemmermeer, Uithoorn, Velsen en Zaanstad. Daarnaast exploiteert het GVB de veren over het IJ en het Noordzeekanaal. Juridisch is het GVB een naamloze vennootschap waarvan de gemeente 100% van de aandelen bezit.
Het hoofdkantoor is gevestigd aan de Arlandaweg in de kantorenwijk Teleport te Amsterdam bij het Station Sloterdijk. Tot 2004 was het gevestigd in het Scheepvaarthuis en daarvoor tot 1983 in het pand aan de Stadhouderskade 1, dat in 1923 was gebouwd voor de Gemeentetram.

## Geschiedenis
Op 1 januari 1900 werd de Gemeentetram Amsterdam (GTA) opgericht door naasting door de gemeente Amsterdam van het particuliere trambedrijf AOM (Amsterdamsche Omnibus Maatschappij). Tussen 1900 en 1906 werden de meeste bestaande tramlijnen geëlektrificeerd. In 1908 werd de eerste buslijn geopend maar die werd al snel weer opgeheven. Vanaf 1922 volgden nieuwe buslijnen.
Op last van de Duitse rijkscommissaris voor de bezette Nederlandse gebieden ontstond op 1 januari 1943 het Gemeentevervoerbedrijf, door de Gemeentetram te fuseren met de Gemeenteveren Amsterdam. Tijdens de Tweede Wereldoorlog heeft het Gemeentevervoerbedrijf ongeveer negenhonderd ritten gemaakt voor de deportatie van tienduizenden Joodse Amsterdammers. Bij de tramhaltes Artis/Nationaal Holocaustmuseum, Victorieplein en Beethovenstraat zijn in 2025 Stolperdrempels geplaatst ter herinnering aan de deportaties vanaf deze haltes.
De eerste nachtbuslijnen werden in 1969 ingesteld. De eerste metrolijn werd in 1977 geopend en de eerste sneltramlijn in 1990.
In 2001 wilde de gemeente Amsterdam het GVB verzelfstandigen. Een comité met raadslid Saar Boerlage en OR-voorzitter Ger Geldhof haalde ruim 40.000 handtekeningen op, genoeg om een referendum af te dwingen. Op 15 mei 2002 sprak 66% van de stemmers zich uit tegen het plan en voor het behoud van het GVB als gemeentebedrijf. Op 1 januari 2007 is het GVB alsnog extern verzelfstandigd. Het GVB werd een naamloze vennootschap en is los komen te staan van de gemeente. Sindsdien is de naam GVB (zonder voorzetsel 'het') niet meer de afkorting van Gemeentevervoerbedrijf.
De gemeente bleef wel in het bezit van alle aandelen. Het bedrijf kreeg een driehoofdige directie en een raad van commissarissen, benoemd door de gemeente Amsterdam als enig aandeelhouder.

### Concessie Stadsvervoer Amsterdam
De opdrachtgever van het GVB voor de exploitatie van bus, tram en metro is sinds 1 januari 2006 de Stadsregio Amsterdam (voorheen het Regionaal Orgaan Amsterdam, ROA). Sinds 1 januari 2017 heet dit de Vervoerregio Amsterdam. Op 26 augustus 2010 werd bekendgemaakt dat het GVB ook in de periode 2012-2017 de concessie behoudt. Deze concessie is onderhands gegund. De volgende aanbesteding zal niet meer onderhands gegund mogen worden. Hierdoor hebben alle vervoerbedrijven kans om het vervoer van het GVB te mogen overnemen. Daarna is er echter nieuwe wetgeving gekomen waarin staat dat inbesteding weer mag. In 2014 werd de concessie verlengd tot 2024.
Na maandenlange onderhandelingen werd op 1 juli 2025 bekendgemaakt dat het GVB ook voor de periode tot 2036 de concessie behoudt voor het stadsvervoer in Amsterdam. Wijzigingen in de dienstregeling die hiermee verband houden gaan in per maart 2026.
Het GVB exploiteert de veerdiensten in Amsterdam in opdracht van de gemeente Amsterdam en de  ponten over het Noordzeekanaal in opdracht van de provincie Noord-Holland.

### Directeuren
- J.H. Neiszen (1900-1917)
- T.E. van Putten (1917-1932)
- W.B.I. Hofman (1932-1955)
- W.H. Ybema (1956-1968)
- J.M. Ossewaarde (1968-1989)
- B.J.J. Smit (1989-1996)
- Max de Jong (1996, ad-interim)
- André Testa (1996-2001)
- Gertjan Kroon (1 januari 2002-30 april 2010)
- Bart Schmeink (1 december 2011-3 december 2013)
- Alexandra van Huffelen (1 juni 2014-29 januari 2020)
- Claudia Zuiderwijk (sinds 1 oktober 2020)[6]

### Logo
Het huidige logo werd in 1970 ontworpen door Hans Barvelink.

## Exploitatie
Het GVB exploiteert in het dienstregelingjaar 2025 15 tramlijnen, 33 buslijnen, 5 metrolijnen en 10 veerdiensten. De nachtdienst bestaat uit 11 nachtbuslijnen en 5 veerdiensten. Het GVB heeft daarvoor voor de normale dienst de beschikking over 528 dienstvaardige vervoermiddelen: 227 trams, 195 bussen 88 metrotreinstellen en 24 veren.
Het GVB beschikt voor de stalling en het onderhoud van deze vervoermiddelen over twee tramremises: Remise Havenstraat (waarvan een aanzienlijk deel zich in de openlucht bevindt) en Remise Lekstraat, twee openluchtstallingen voor de trams van de lijnen 25 en 26 (Legmeerpolder en Zeeburgereiland), drie busgarages: Garage West, Garage Noord en Garage Zuid (een openluchtstalling voor bussen naast de Basiswerkplaats Rail), een Hoofdwerkplaats Rail (voor tram en metro), vijf 'tailtracks' waar de metrostellen staan opgesteld, een ponthaven en drie fuikparen voor de veren over het Noordzeekanaal.

## Bijzondere wijzen van vervoer

### Brandstofcelbussen
Van 14 december 2003 tot begin 2008 zette het bedrijf als proef ook drie brandstofcelbussen van het type Mercedes-Benz Citaro BZ in op lijn 32 en 35 met brandstofcellen van het type PEM FC. Aangezien deze waterstof als brandstof hadden werden ze ook waterstofbus genoemd. Van begin 2012 tot en met eind 2014 werd er wederom een proef genomen waarbij een tweetal gelede Phileas waterstofbussen op lijn 22 werden ingezet. Door de ligging van busgarage Noord naast een onderstation van het landelijk hoogspanningsnet werd in 2015 het waterstofstation ontmanteld.

### De Stop/Go
Een bijzondere vorm van busvervoer was de Stop/Go (van februari 2001 tot en met december 2007 de Opstapper). Omdat de straten langs de grachten in de stad te smal waren voor grote bussen, werden onder de naam Stop/Go kleine busjes ingezet die door de grachtengordel reden. Deze busdienst reed sinds 1 januari 2008 op de route Oosterdokseiland – Centraal Station – Prinsengracht – Waterlooplein, had geen vaste haltes en stopte overal waar de reiziger wilde in- en uitstappen. Daarmee deed de Stop/Go denken aan de buurtbus. De strippenkaart was geldig in de Stop/Go en een los kaartje kostte een euro. In verband met bezuinigingen hebben B&W de Stop/Go per 1 januari 2011 opgeheven. Deze heeft zo net niet zijn tienjarig bestaan gevierd. Sinds 14 oktober 2011 werd de lijn in afgeslankte vorm en onder een andere naam door een particulier geëxploiteerd, maar die is inmiddels ook opgeheven.

### Stadsmobiel
Een andere bijzondere vervoervorm was de Stadsmobiel, een vorm van vervoer voor ouderen en lichtgehandicapten. Dit vervoer bestond sinds midden jaren negentig. Tot voor 2004 kon men ook met de Stadspas, een kortingspas voor Amsterdammers met een laag inkomen, van de Stadsmobiel gebruikmaken. De gemeentelijke dienst die verantwoordelijk was voor Stadsmobiel, was de Dienst Maatschappelijke Ontwikkeling, de uitvoering lag bij het GVB. Naast GVB, dat de hoofdmoot van de ritten reed, waren belangrijke onderaannemers Garskamp, ziekenvervoerder VZA, en een aantal andere taxibedrijfjes in Amsterdam. Stadsmobiel reed onder andere met (rolstoel)busjes en luxewagens.
In 2012 werd Stadsmobiel overgenomen door Taxibedrijf ETS.

## Jaarcijfers
|                            | 1937 | 2000 | 2001 | 2002 | 2003 | 2004 | 2005 | 2006 | 2007 | 2008    | 2009    | 2010     | 2011 | 2012 | 2013 | 2014 | 2015   | 2016   | 2017    | 2018    | 2019    | 2020    | 2021 | 2022 | 2023    |
| -------------------------- | ---- | ---- | ---- | ---- | ---- | ---- | ---- | ---- | ---- | ------- | ------- | -------- | ---- | ---- | ---- | ---- | ------ | ------ | ------- | ------- | ------- | ------- | ---- | ---- | ------- |
| Passagiers (mln.)          | 100  |      |      | 255  | 244  | 242  | 248  | 253  | 260  | 264     | 221     | 200/ 219 | 204  | 207  | 211  | 215  | 227    | 233    | 241     | 252     | 273     | 134     | 155  | 227  | 264     |
| Reizigerskilometers (mln.) |      |      |      | 972  | 948  | 940  | 956  | 987  | 957  | 967     | 969     | 755/ 979 | 770  | 796  | 788  | 811  | 861    | 895    | 931     | 968     | 1033    | 513     | 510  | 778  | 911     |
| ^, waarvan tram            |      |      |      |      |      |      |      |      |      |         |         |          |      | 272  | 290  | 274  |        |        | 327     | 313     | 302     | 140     | 145  | 226  | 279     |
| ^, waarvan bus             |      |      |      |      |      |      |      |      |      |         |         |          |      | 161  | 171  | 163  |        |        | 195     | 182     | 182     | 101     | 96   | 139  | 154     |
| ^, waarvan metro           |      |      |      |      |      |      |      |      |      |         |         |          |      | 363  | 326  | 340  |        |        | 409     | 473     | 549     | 271     | 270  | 413  | 478     |
| Omzet (in miljoen €)       |      |      |      |      |      |      |      |      |      | 408     | 430     | 453      | 469  | 439  | 438  | 451  | 461    | 439    | 447     | 482     | 482     | 462     | 478  | 533  | 593     |
| Kostendekkingsgraad (%)    |      | ~37  | ~39  | ~41  | ~43  | ~45  | ~47  | ~49  | ~50  | ~51     | ~52     | 53,2     | 56,5 | 68,9 | 72,0 | 73,6 | 77,1   | 86,5   | 88,0    | 91,9    | 99,4    | 103,5   | 107  | 105  | 106     |
| Bussen                     |      |      |      |      |      |      |      |      |      | 275     | 267     | 258      | 211  | 199  | 198  | 198  | 194    | 203    | 203     | 203     | 203     | 234 *1) | 231  | 222  | 195 *2) |
| Trams                      |      |      |      |      |      |      | 237  | 219  | 227  |         |         | 216      | 216  | 216  | 216  | 216  | 213    | 213    | 200 *3) | 200 *3) | 200 *3) | 230 *4) | 219  | 219  | 227 *5) |
| Metro's en sneltrams       |      |      |      |      |      |      | 106  |      |      | 106 *4) | 106 *4) | 106 *4)  | 104  | 104  | 105  | 103  | 90 *6) | 90 *6) | 90 *6)  | 90 *6)  | 90 *6)  | 90 *6)  | 90   | 90   | 88 *7)  |
| IJ-veren                   |      |      |      |      |      |      |      |      |      |         | 11      | 11       | 9    | 10   | 10   | 10   | 10     | 11     | 11      | 12      | 13      | 15      | 24   | 24   | 21 *8)  |
| Ponten *9)                 |      |      |      |      |      |      |      |      |      | 2       | 2       | 2        | 2    | 2    | 2    | 7    | 7      | 7      | 6       | 6       | 6       | 6       |      |      |         |

*1) waarvan 31 elektrisch.

*2) waarvan 75 elektrisch.

*3) 155 Combino's (vijfdelig) en 45 gelede wagens (driedelig).

*4) 155 Combino's (vijfdelig), 30 Urbos (vijfdelig) en 45 gelede wagens (driedelig).

*5) 155 Combino's (vijfdelig) en 72 Urbos (vijfdelig).

*6) 44 metrostellen (tweedelig) en 62 sneltramstellen (tweedelig).

*7) 28 metrostellen (zesdelig) en 62 sneltramstellen (tweedelig).

*8) 16 IJveren en 5 Noordzeekanaalponten

*9) Dit betreft voor autovervoer geschikte pontveren. De twee ponten die vóór 2013 in eigendom waren bij GVB, werden tot 2007 ingezet op het Distelwegveer, daarna nog slechts incidenteel. Voorts zijn er sinds 2014 vijf Noordzeekanaalponten bij het GVB.

## Zie ook

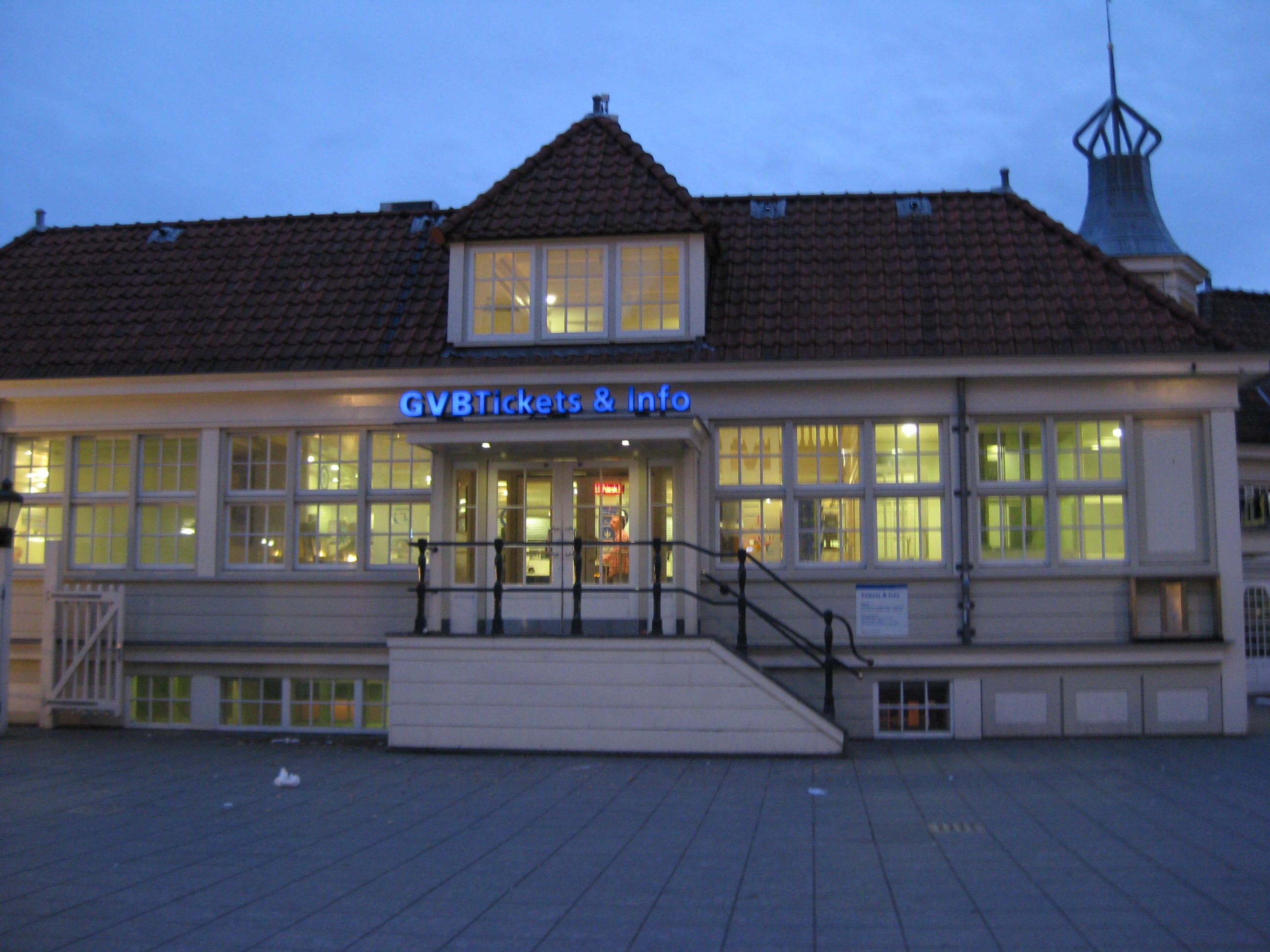
GVB Ticketshop bij het Centraal Station